# Khalid Kerkich
Khalid Kerkich, de son nom complet Khalid Kerkich Amar, né le 15 janvier 1991 à Ceuta (Espagne), est un footballeur marocain. Il évolue au poste de latéral gauche.

## Biographie

### En club
Khalid Kerkich fait ses débuts professionnels dans le club de sa ville natale, l'AD Ceuta, avant de signer dans la ville voisine, le Moghreb Tetouan, club évoluant en D1 marocaine.
Il prend son envol en 2015, direction la Suède pour évoluer pendant trois ans en D2 suédoise. Il retourne en 2018 au Maroc pour une saison au Chabab Rif Al Hoceima, club qui finit par se voir reléguer en D2 marocaine.

### En sélection
En 2011, il prend part à la Coupe d'Afrique des moins de 23 ans organisée au Maroc. Lors de cette compétition, il ne joue qu'un seul match, la demi-finale remportée face à l'Égypte. Le Maroc s'incline en finale face au Gabon.

## Palmarès
Maroc olympique
- Coupe d'Afrique -23 ans :
  - Finaliste : 2011.